# يورانيوم مخصب

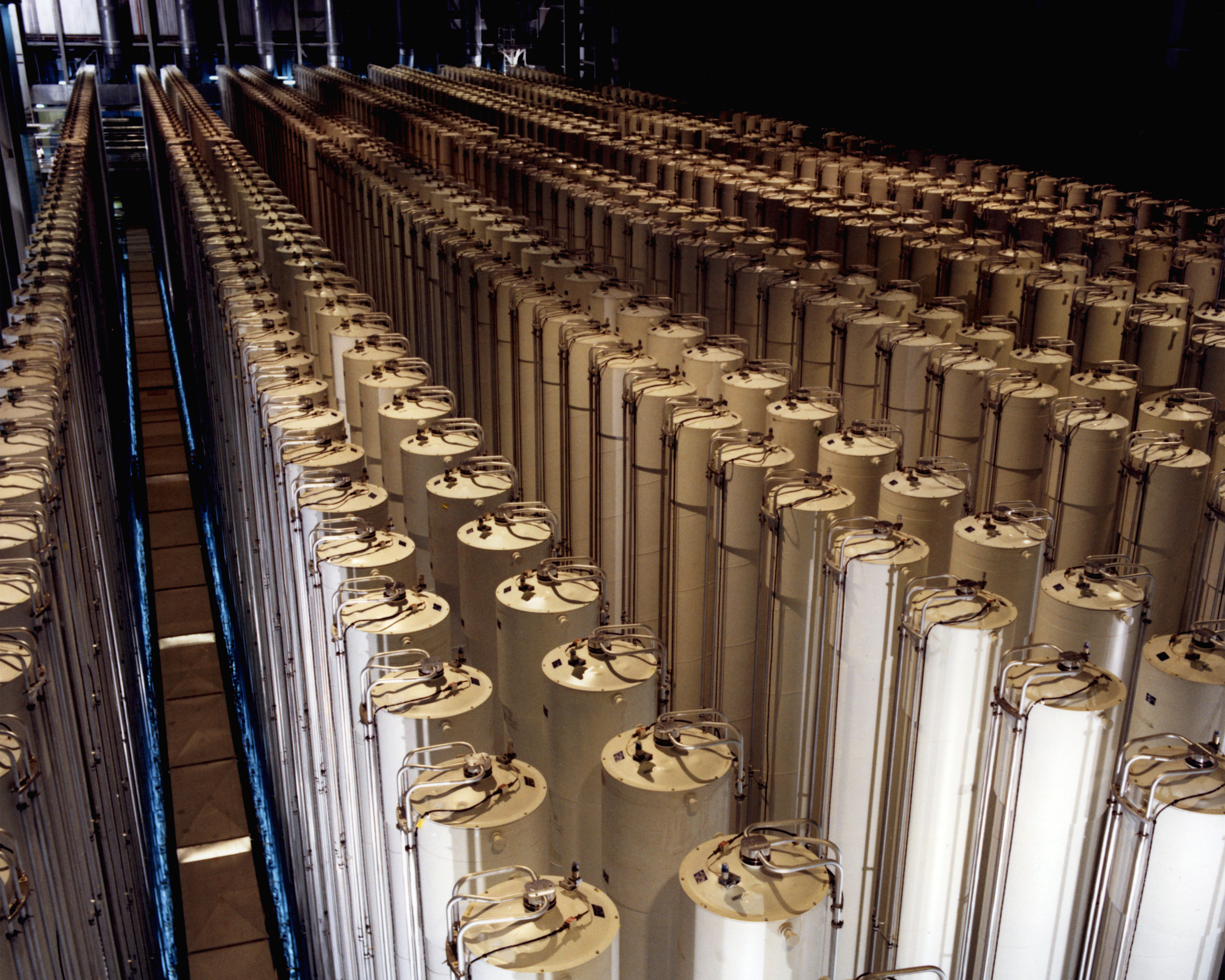
أجهزة الطرد المركزي في أحد المعامل بالولايات المتحدة الأمريكية.

نسبة اليورانيوم -238 (أزرق) واليورانيوم-235 (أحمر) الموجودة في اليورانيوم الطبيعي وفي بعض أنواع اليورانيوم المخصب.

اليورانيوم المخصب هو نوع من اليورانيوم التي تكون فيه نسبة يورانيوم-235 كانت قد تمت زيادتها من خلال عملية فصل النظائر. اليورانيوم الطبيعي يحتوي على نسبة 99.284٪ من 238U ونسبة 0.711٪ من النظير 235U اليورانيوم -235 (235U) هو فقط الذي يصلح لتشغيل مفاعل نووي يعمل بالماء الخفيف (الماء المعتاد) لإنتاج الطاقة الكهربائية؛ هذا لأنه ينشطر عند امتصاصه لنيوترون بطيء. أما اليورانيوم-238 فلا ينشطر بنسبة محسوسة بامتصاصه لنيوترون بطيء. لهذا يستخدم الماء العادي في تشغيل المفاعل النووي، حيث يقوم بتهدئة سرعة النيوترونات، ولهذا يسمى الماء «مهدئ» في المفاعل النووي Moderator.
اليورانيوم المخصب هو عنصر حاسم لكلا من محطات توليد الطاقة النووية المدنية والعسكرية لإنتاج سلاح نووي. وتقوم الوكالة الدولية للطاقة الذرية برصد ومراقبة إمدادات اليورانيوم واليورانيوم المخصب والعمليات المتعلقة به إلى جميع البلدان (ماعدا الخمسة أو ستة البلدان الكبار التي قامت بتصنيع أسلحة نووية)؛ وهذا بهدف منع انتشار الأسلحة النووية في العالم (معاهدة الحد من انتشار الأسلحة النووية).
خلال مشروع مانهاتن أعطي اليورانيوم المخصب  الاسم الرمزي oralloy، نسخة مختصرة من سبائك أوك ريدج، حسب موقع المنشآت حيث يجرى تخصيب اليورانيوم.[بحاجة لمصدر] لا يزال يستخدم مصطلح oralloy أحيانا للإشارة إلى اليورانيوم المخصب. وهناك حوالي 2000 طن من اليورانيوم عالي التخصيب في العالم، ينتج معظمها لإنتاج الأسلحة النووية، وتشغيل المفاعلات النووية لإنتاج الطاقة الكهربائية (ويوجد منها ما يزيد عن 430 مفاعل نووي لإنتاج الطاقة في العالم)، وتسيير السفن والغواصات، وكميات صغيرة لمفاعلات البحوث العلمية.
اليورانيوم المخصب يحتوي على نسبة من اليورانيوم أعلى من 7و0% وهي نسبته في اليورانيوم الطبيعي، الجزء الأكبر ومقداره 99% يشكله النظير اليورانيوم-238 . لتشغيل مفاعل نووي يجب رفع نسبة اليورانيوم-235 في اليورايوم (الطبيعي) حتى يصلح لإنتاج الطاقة. يحتاج مفاعل الماء الخفيف مثلا إلى نسبة تخصيب 5.3% من اليورانيوم-235 والباقي يكون من اليورانيوم-238. ما يتبقى من يورانيوم بعد عملية التخصيب يعرف
238U باسم يورانيوم منضب (Depleted Uranium)، وهو يحتوي بالطبع على نسبة أقل من 7.0% من اليورانيوم-235 .
يستغل هذا اليورانيوم المنضب في صناعة الدروع وحواجز وقاية من الإشعاع، بل وكذلك أسلحة إختراق بسبب كثافته الكبيرة. في الوقت الحاضر، لا يزال 95 في المئة من المخزون في العالم من اليورانيوم المنضب في التخزين الآمن.

## الفئات

### اليورانيوم المخصب قليلا (SEU)

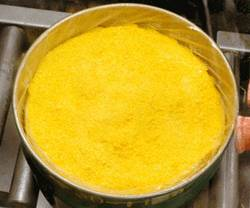
طبل الكعكة الصفراء (خليط من رواسب اليورانيوم)

اليورانيوم المخصب قليلا  (SEU) لديه 235U تركيز 0.9٪ إلى 2٪. هذا الصنف الجديد يمكن استخدامه ليحل محل وقود نووي من اليورانيوم الطبيعي (NU) في بعض مفاعلات الماء الثقيل مثل مفاعل كندو الذي بنته كندا.
الوقود المصمم مع SEU يمكن أن يوفر فوائد إضافية مثل تحسين السلامة أو المرونة التشغيلية، وعادة ما كانت تعتبر الفوائد في مجال السلامة مع الحفاظ على نفس الظرف التشغيلي. تحسينات السلامة يمكن أن تخفض ردود فعل التفاعل الإيجابي مثل معامل الفجوات التفاعلى. ستسهم التحسينات التشغيلية في زيادة خفض تكاليف استخدام الوقود مما يتيح أن تكون هناك حاجة أقل من اليورانيوم وحزم أقل من وقود المفاعل. وهذا بدوره يقلل من كمية الوقود المستخدمة وتكاليفها الإدارية اللاحقة.
المقال الأصلي: قنابل المواد المخصبة

## اليورانيوم الطبيعي

اليورانيوم 238 (أزرق غامق)،
اليورانيوم 235 (أزرق فاتح)

يكاد اليورانيوم أن يكون العنصر الوحيد الطبيعي الذي يمكن أن ينتج طاقة نووية (إلى جانب الثوريوم)، يحتوي اليورانيوم الطبيعي على ذرات ذات كتلات مختلفة تسمى النظائر وتتكون أغلبها من العنصرين اليورانيوم-238 واليورانيوم-235 . والنسب الموجودة طبيعيا كما يلي:
- (اليورانيوم 238): 99.3 %
- (اليورانيوم 235):0.7 %
- النظائر الأخرى: 0.01%

إن نسبة اليورانيوم-235 تبلغ حوالي 0.7%، عملية التخصيب الخفيفة تتضمن رفع هذه النسبة بحيث يكون لدينا نسبة يورانيوم-235 قدرها 0.9 % إلى 2% أو أكثر من ذلك، يتميز اليورانيوم-235 بأنه قابل للانشطار مع إنتاج طاقة كبيرة، إن نسبة يورانيوم 235 حوالي 5% تسمح بتشغيل المفاعلات النووية المستخدمة لإنتاج الطاقة الكهربائية.
كما ترفع نسب اليورانيوم-235 إلى 20% (أي يكون تكوين المنتج 20% يورانيوم-235 ونحو 80%يورانيوم-238)، ويستخدم هذا المنتج في تشغيل مفاعل أبحاث صغير وكذلك لإنتاج النظائر المشعة التي تستخدم في الطب وأحيانا في الصناعة حيث تصدر أشعة ذات نفاذية عالية، كما تصلح تلك النسبة لإنتاج بلوتونيوم-239 القابل للانشطار مثل اليورانيوم-235 .
لصناعة الأسلحة النووية يتطلب نسبة يورانيوم-235 بنسبة نحو 90% ، أو كذلك بلوتونيوم-239.
أثناء تخصيب اليورانيوم الطبيعي لاستخدامه كوقود نووي في المفاعلات أو السلاح النووي ـ يتكون منتج ثانوي تكون نسبة اليورانيوم-235 فيه أقل من 0.7% ، ويطلق عليه اسم «اليورانيوم المستنفذ».

## تخصيب اليورانيوم الطبيعي

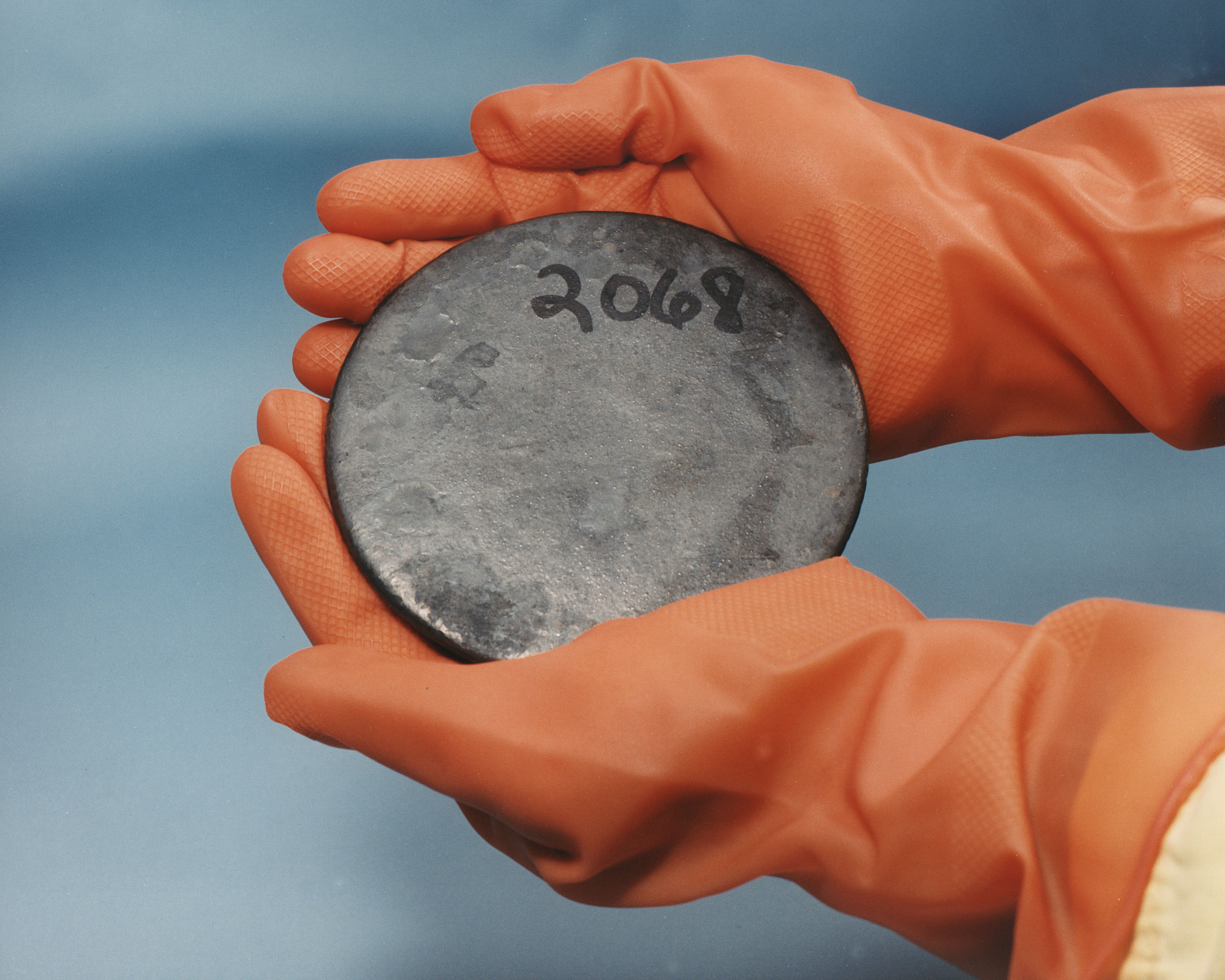
كتلة من اليورانيوم عالي التخصيب.

عملية تخصيب اليورانيوم عبارة عن عزل نظير معين Isotope separation ، وهذ النظير المعين هو اليورانيوم-235 الذي يصلح لإنتاج الطاقة الكهربائية في مفاعل نووي. اليورانيوم الطبيعي يحتوي على 0.7% من اليورانيوم-235 أما باقي اليورانيوم فهو اليورانيوم -238. والمطلوب من عملية التخصيب هو رفع نسبة اليورانيوم-235 في اليورانيوم الطبيعي إلى 5.3% حتى يمكن استخدامه في مفاعل نووي يعمل بالماء الخفيف. اليورانيوم المخصب إذا يمكن أن يكون ذو نسبة 5.3% من اليورانيوم-235 أو أعلى من ذلك (إنتاج أسلحة نووية يحتاج إلى تخصيب أعلى من 90%)، ويسمى الجزء من اليورانيوم المنزع منه اليورانيوم-235 «اليورانيوم المنضب». وتُنفذ عملية التخصيب على مراحل حيث تُعْزَل في كل مرحلة كميات أكبر من النظير المرغوب فيه (اليورانيوم-235) حيث يزداد اليورانيوم تخصيبا بعد كل مرحلة لحد الوصول إلى نسبة النقاء المطلوبة (5.3% لإنتاج الطاقة الكهربائية في مفاعلات نووية؛ أو 20% لمفاعلات البحوث العلمية أو 90% لإنتاج أسلحة نووية).
أول عملية تخصيب اتبعتها الولايات المتحدة خلال الحرب العالمية الثانية بغرض صناعة قنبلة هيروشيما النووية؛ تلك الطريقة هي طريقة إنتشار الغازي. في تلك العملية تستغل معدل نفاذية اليورانيوم-235 السريع عبر حاجز سيراميكي بالمقارنة بسرعة نفاذية اليورانيوم-238 في رفع نسبة اليورانيوم-235 في المخلوط. الطريقة تستغل اليورانيوم الطبيعي في حالة غازية (أي في درجة حرارة مرتفعة) (سداسي فلوريد اليورانيوم). الطريقة الثانية هي طريقة الطرد المركزي، وفيه أيضا يكون اليورانيوم الطبيعي في صورة غاز وفي درجة حرارة عالية. معامل الفصل بين النظيرين عبر مرحلة واحدة هو 1.3 للطريقة الطرد المركزي بالمقارنة بمعامل 1.005 للانتشار الحراري عبر حاجز، وهي نسبة تعادل 1:50 من وجهة الطاقة المستخدمة. طريقة الطرد المركزي تتبع في تخصيب 54% من اليورانيوم المخصب في العالم.
الوصف التالي يصف عملية التخصيب بالطرد المركزي:
1-التخصيب هو عملية فصل اليورانيوم-238 واليورانيوم-235، ويتم بواسطة الطرد المركزي لغاز اليورانيوم. حيث يتم تغذية الاسطوانة الدوارة (الطرد المركزي) -التي تدور بسرعة كبيرة على قاعدة يديرها محرك - بغاز (سداسي فلوريد اليورانيوم). يذهب سداسي فلوريد اليورانيوم (الكعكة الصفراء yellow Cake) في حالته الغازية إلى جهاز الطرد المركزي ويعرض لسرعة دوران من 50 - 70 ألف دورة في الدقيقة.
2- تتجمع الجزيئات الأكثر ثقلاً من اليورانيوم-238 على جدار الأسطوانة ويهبط إلى أسفل وهو اليورانيوم الأقل تخصيباً.
3- تتجمع الجزيئات الأخف من اليورانيوم-235 بالقرب من مركز الاسطوانة ويتحرك لأعلى.
4- يُسْحَب اليورانيوم-235 المخصب من الأسطوانة الأولى وترسل إلى أسطوانة ثانية للطرد المركزي، بذلك ترتفع نسبة تخصيب اليورانيوم بعد مرور الغاز على عدة أسطوانات طرد مركزي.(أنظر منظومة الأسطوانات أعلاه).

## اليورانيوم المخصب
يستخدم اليورانيوم المخصب تخصيباً عالياً مثل 90% يورانيوم-235 في صناعة القنابل النووية. اليورانيوم الذي يستخدم كوقود في المفاعلات النووية يكفيه نسبة تخصيب نحو 3.5 % من اليورانيوم-235. ويستخدم المفاعل كمية من اليورانيوم قدرها بين 40 طن إلى 100 طن (من سبيكة يورانيوم-238 ويورانيوم-235) حسب قدرة المفاعل النووي المراد بناءه.

### الأسلحة النووية
خلال فترة عام يمكن لعدد 1500 من أجهزة الطرد المركزي أن تنتج كمية كافية من اليورانيوم-235 عالي التخصيب لإنتاج قنبلة نووية واحدة، في حالة الأسلحة النووية تكون نسبة اليورانيوم-235 فوق 90% مقارنة بنسبة اليورانيوم-238 التي تبلغ نسبته 10% . وبذلك تكون كمية أنوية ذرات اليورانيوم-235 القابل ً للانشطار قد تكونت بعدد كافي لإنتاج الانفجار النووي؛ تلك الكمية يجب أن تزيد قليلا عما يسمى كتلة حرجة (نحو 50 كيلوغرام من اليورانيوم -235).
يوجد عنصر يصنع صناعياً ولاوجود له في الطبيعة قابل للانشطار مثل اليورانيوم-235، وهذا العنصر هو البلوتونيوم-239؛ ويمكن تصنيعه في مفاعل صغير يعمل باليورانيوم المخصب بنسبة 20% ، وكما تفيد وسائل الإعلام تتبع كوريا الشمالية هذه الطريقة للحصول على البلوتونيوم-239 لبناء أسلحتها النووية. في هذا المفاعل يتكون المفاعل من قضبان متراصة من سبيكة يورانيوم بنسبة 80% من اليورانيوم-238 و 20% من اليورانيوم-235 . ويستخدم ماء ثقيل لتهدئة النيوترونات والتبريد (يتميز الماء الثقيل بقلة امتصاصه للنيوترونات) لتحفيز امتصاص اليورانيوم-238 للنيوترونات فيتحول إلى البلوتونيوم-239. عندما يعمل المفاعل تنتج من انشطار اليورانيوم-235 أعداداً هائلة من النيوترونات، فتمتص أنوية ذرات اليورانيوم-238 نيوترونات ً وتتحول إلى يورانيوم-239 وهذا يتحلل بسرعة إلى بلوتونيوم-239 عن طريق تحلل بيتا.
يمكن عندئذ فصل البلوتونيوم-239 عن اليورانيوم بواسطة عملية كيميائية سهلة، وتصنيع قنابل نووية من البلوتونيوم-239 النقي، الكمية المطلوبة منه نحو 6 كيلوجرام.

## مواضيع متعلقة
- سلاح نووي
- قنابل المواد المخصبة
- مفاعل نووي
- قنبلة ذرية
- انشطار نووي
- تفاعل تسلسلي
- عدد سحري
- سداسي فلوريد البلوتونيوم

## وصلات خارجية
- اليورانيوم من الموسوعة العربية العالمية
- ما هو تخصيب اليورانيوم؟، الجزيرة نت، 30 نوفمبر 2009
- (بالإنجليزية) تخصيب اليورانيوم